# アロイース・ブードリー
アロイース・ブードリー（Aloïs Boudry、1851年8月12日 - 1938年11月27日）は、ベルギーの画家である。人物画や静物画、室内画で知られている。

## 略歴
ベルギー西部、ウェスト＝フランデレン州のイーペルで生まれた。イーペルやルーセラーレの美術学校で学んだ後、アントウェルペン王立芸術学院でニケーズ・ド・ケイゼルやジョゼフ・ヴァン・レリウス(Jozef Van Lerius)に学んだ。
アントウェルペンの芸術家の作品を展示する展覧会を開催するために設立された団体「Als ik Kan（オランダ語を英語に直すと"If I can"）」に1885年に参加した。このグループは比較的保守的な芸術家の集団であった。1889年のパリ万国博覧会やボルドーやブリュッセルの展覧会に出展し何度か入賞した。1910年のブリュッセル万国博覧会にも参加した。1913年にベルギーの観光地クノック＝ヘイストの観光ポスターの制作も依頼され制作した。
第一次世界大戦が始まると、1914年にイギリスに避難し、イギリスでは肖像画家として働いた。1917年にイタリアに移りそこで作品を描き、戦争画終わるとベルギーに戻った。
貧しい人々の生活を題材に描き、故郷に近い港町、ニーウポールトの漁師やその生活を描いた作品が人気があった。いくつかの作品がベルギー、オーストダインケルケ(Oostduinkerke)の国立漁業博物館(Nationaal Visserijmuseum)に展示されている。
1938年にアントウェルペンで没した。息子のロベール・ブードリー(Robert Boudry: 1878-1961) と孫のポール・ブードリー(Paul Boudry: 1913-1976)も画家になった。

## 作品

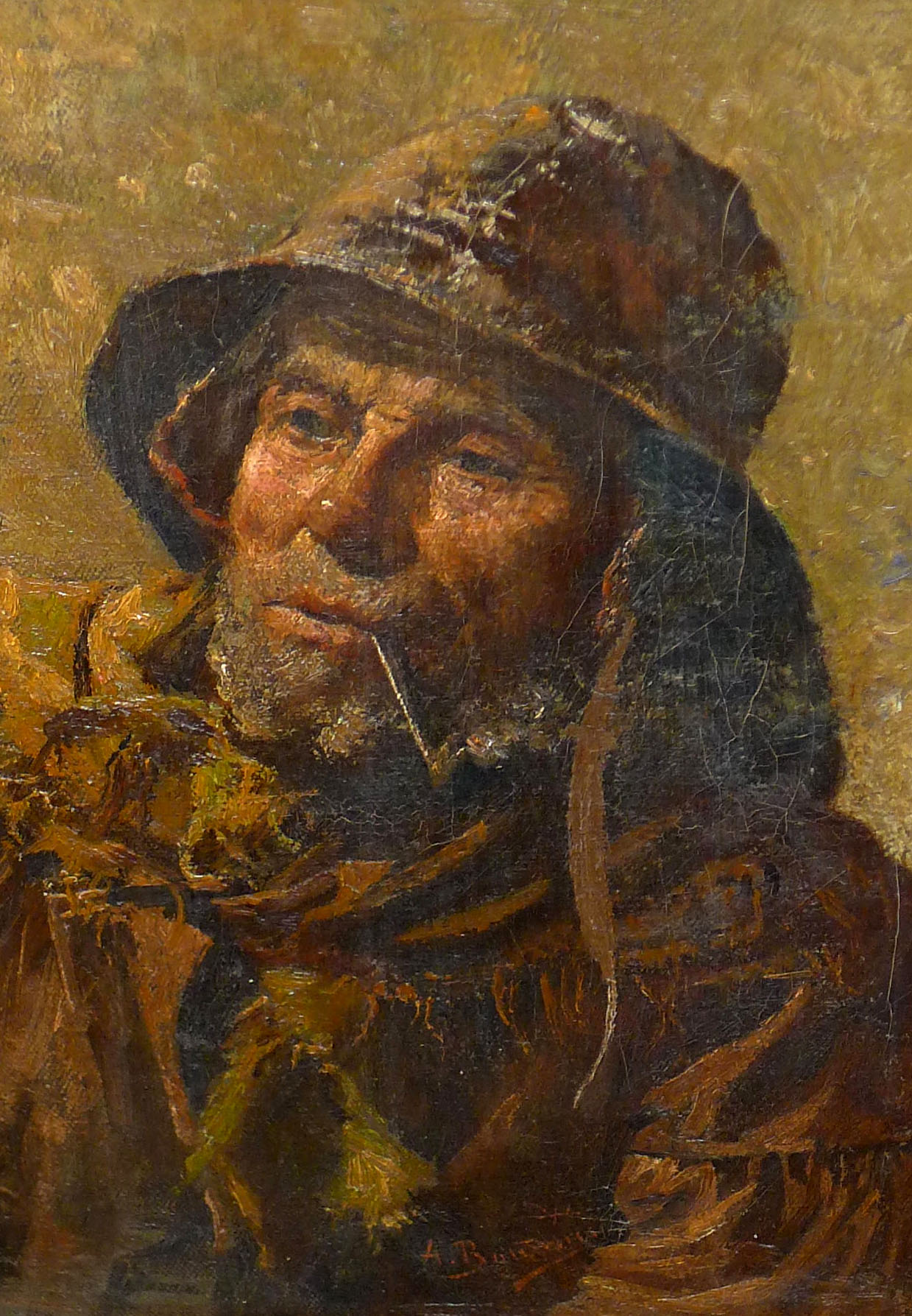
漁師の肖像画
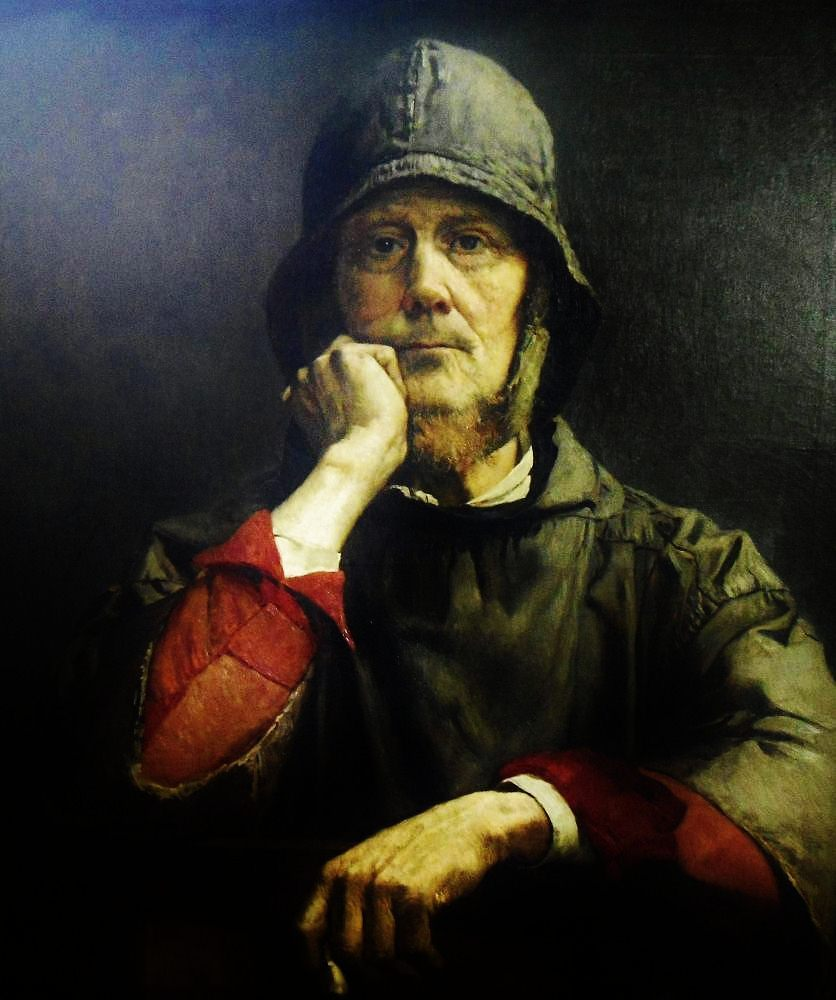
漁師 (c.1900)
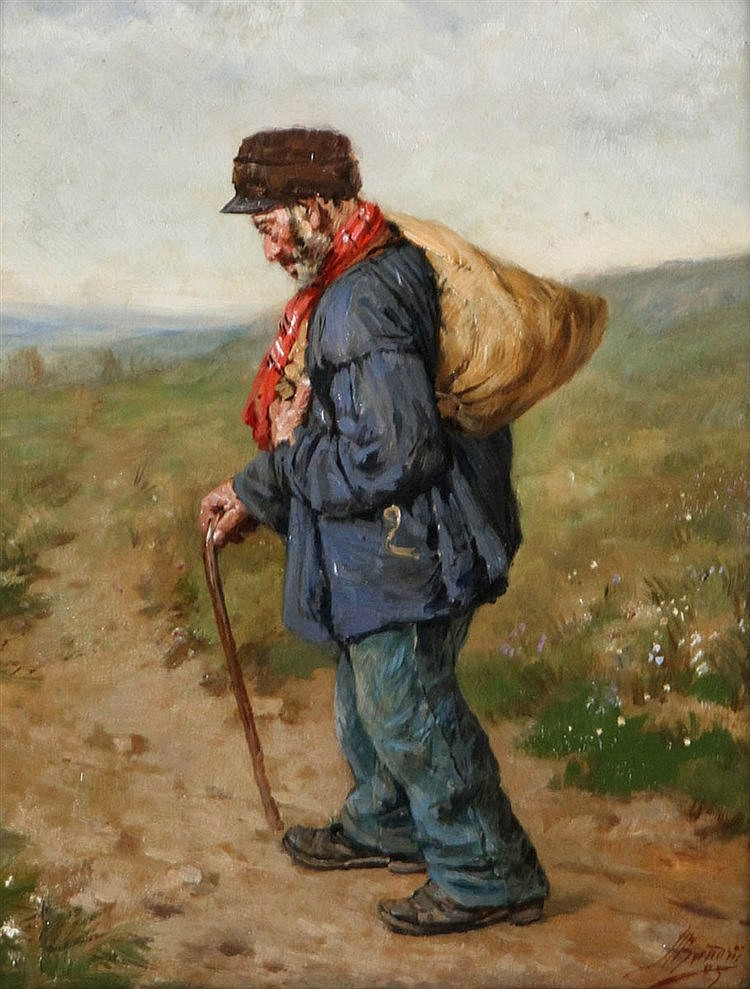
袋を担いだ農夫
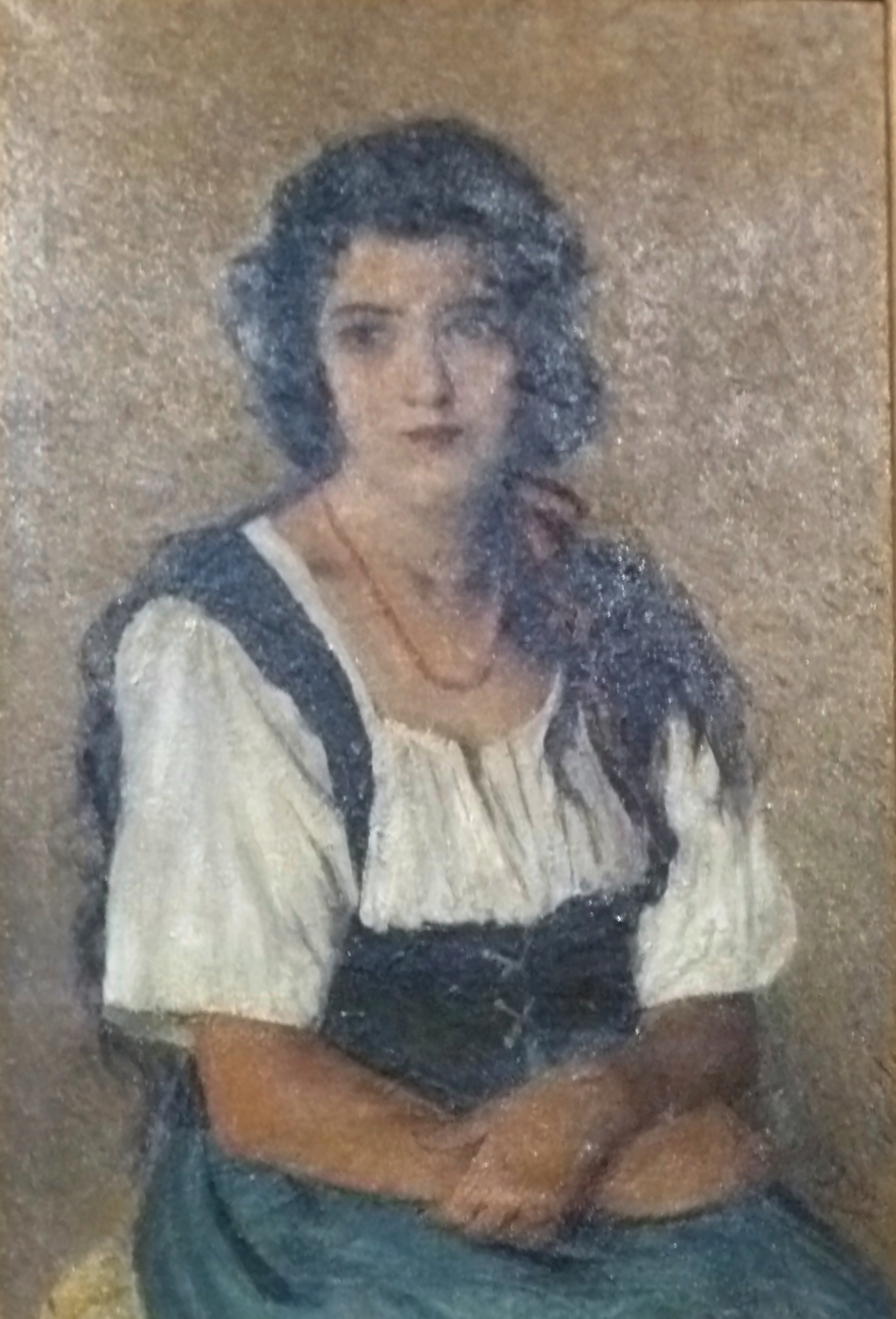
若い女性の肖像画